# 福島県立橘高等学校
福島県立橘高等学校（ふくしまけんりつ たちばなこうとうがっこう、英: Fukushima Prefectural Tachibana High School）は、福島県福島市宮下町にある県立高等学校。略称は「橘（たちばな）」。

## 概要
1897年（明治30年）に開校した福島高等女学校を前身とする。
1948年（昭和23年）の学制改革により、福島県立福島女子高等学校に改称。
2003年（平成15年）、男女共学を開始した際に現校名に改称した。旧略称は「福女（ふくじょ）」。全日制課程で、普通科（7クラス）がある。校訓「自主、自律、自立」の下、自由な校風。ブレザーのみ指定。かつては3期制であったが、現在は2期制となった。また、校歌は現校名への改称時に変わり、校歌としてはめずらしい混声四部合唱となっている。

## 沿革
- 1897年（明治30年）4月 - 現在の一小敷地内に、福島町立福島高等女学校として開校。
- 1903年（明治36年）4月 - 町立を県立に移管。現在地（宮下町）に移転、福島県立福島高等女学校となる。福島県では最初の県立高等女学校[1]。
- 1941年（昭和16年）4月 - 福島県立福島第二高等女学校開校。
- 1948年（昭和23年）4月 - 学制改革により、福島高等女学校は福島県立福島第一女子高等学校に、福島第二高等女学校は福島県立福島第二女子高等学校となる。
- 1949年（昭和24年）3月 - 福島第一女子高等学校と福島第二女子高等学校が統合。福島県立福島女子高等学校となる。
- 2003年（平成15年）4月 - 福島県立橘高等学校と改称。同時に男女共学高校となる。新校舎が完成し、新校歌、新校章が制定。

## 進路概況
福島大学、福島県立医科大学、東北学院大学、新潟大学に進学する生徒が多い。学年の半分以上の生徒が国公立大学に合格し、進学する。現役で進学する生徒が高く、浪人を選ぶ生徒は少人数である。詳しくは、橘高校公式サイトを参照。

## 部活動

### 運動部
陸上競技、バスケットボール、バレーボール、サッカー、テニス、ソフトボール、卓球、ハンドボール、バドミントン、水泳、剣道、弓道、山岳・スキー、硬式野球

### 文化部
演劇、合唱、管弦楽、美術、書道、写真、放送、囲碁、食物、科学、英語、JRC、文芸、華道、茶道、ダンス

## アクセス
- JR東日本・阿武隈急行・福島交通 福島駅 徒歩約20分。
- 福島交通バス「附属小前」停留所 徒歩約3分。

## 著名な出身者
- 浦川麗子 - 女優[2]
- 大方斐紗子 - 女優[2]
- 岡崎トミ子 - 元衆議院議員・参議院議員、元東北放送アナウンサー
- 金子恵美 - 衆議院議員、元参議院議員
- 粟山ひで - 元衆議院議員
- 高村智恵子 - 洋画家（夫は彫刻家の高村光太郎）
- 萩原美樹子 - 元バスケットボール選手
- 二瓶秀子 - 元陸上競技選手（100m・200m）
- 山下航平 - 陸上競技選手（三段跳）
- 藍原寛子 - 医療ジャーナリスト
- 米田佳奈 - 作曲家、ピアニスト
- 宍戸慈 - ラジオパーソナリティ、ピラティスインストラクター